# Mark Mowers
Mark Christopher Mowers (* 16. Februar 1974 in Decatur, Georgia) ist ein ehemaliger US-amerikanischer Eishockeyspieler, der während seiner aktiven Karriere unter anderem für die Nashville Predators, Detroit Red Wings, Boston Bruins und Anaheim Ducks in der National Hockey League sowie für Fribourg-Gottéron und den SC Bern in der Schweizer National League A aktiv war.

## Karriere
Mark Mowers begann seine Karriere als Eishockeyspieler bei den Dubuque Fighting Saints, für die er in der Saison 1993/94 in der United States Hockey League aktiv war. Anschließend spielte er vier Jahre lang für die Mannschaft der University of New Hampshire, ehe er am 11. Juni 1998 als Free Agent einen Vertrag bei den Nashville Predators erhielt. Für Nashville stand der Angreifer in den folgenden vier Spielzeiten in der National Hockey League auf dem Eis. In dieser Zeit lief er parallel für deren Farmteam die Milwaukee Admirals in der International Hockey League sowie – nach deren Auflösung 2001 – in der American Hockey League auf. Im August 2002 wechselte der US-Amerikaner zu den Detroit Red Wings, jedoch spielte er in seiner ersten Spielzeit in deren Franchise ausschließlich für deren AHL-Farmteam, die Grand Rapids Griffins. 
Den Lockout der NHL-Saison 2004/05 überbrückte Mowers in Europa, wo er für die Malmö Redhawks aus der schwedischen Elitserien und Fribourg-Gottéron aus der Schweizer Nationalliga A auf dem Eis stand. Nach Wiederaufnahme des Spielbetriebs in der NHL kehrte der Rechtsschütze nach Detroit zurück. Dort spielte er ebenso nur eine Spielzeit lang wie anschließend bei deren Ligarivalen den Boston Bruins. Die Saison 2007/08 begann Mowers bei den Anaheim Ducks, wurde im Laufe des Jahres jedoch vom SC Bern aus der Schweizer NLA verpflichtet. Auch in der Saison 2008/09 blieb er in der Schweiz, wo er für seinen Ex-Klub Fribourg-Gottéron auflief. Nach der Spielzeit 2010/11 beendete der US-Amerikaner seine aktive Laufbahn.

### International
Für die USA nahm Mowers an der Weltmeisterschaft 2002 teil, bei der er mit seiner Mannschaft den siebten Platz belegte.

## Erfolge und Auszeichnungen
| - 1995 Hockey East Rookie des Jahres - 1998 Hockey East Second All-Star Team - 1998 NCAA East First All-American Team | - 1999 Ken McKenzie Trophy - 2003 AHL All-Star Classic - 2003 AHL Second All-Star Team |